# Liste des représentants des États-Unis pour la Virginie-Occidentale
Depuis le recensement de 2020, la Virginie-Occidentale dispose de 2 élus à la Chambre des représentants des États-Unis, ce nombre est effectif aux élections de 2022.

## Délégation au119econgrès(2025-2027)
| District et Nom | District et Nom | District et Nom | Début du mandat                            | Parti       |
| --------------- | --------------- | --------------- | ------------------------------------------ | ----------- |
| 1               | Carol Miller    |                 | 3 janvier 2023 (2 ans, 2 mois et 11 jours) | Républicain |
| 2               | Riley Moore     |                 | 3 janvier 2025 (2 mois et 11 jours)        | Républicain |

### Démographie

#### Parti politique
- deux républicains

#### Sexe
- un homme
- une femme

#### Communauté
- Deux Blancs

## Délégations historiques

### De 1863 à 1913
Lorsqu'elle devient un État en 1863, la Virginie-Occidentale dispose de trois sièges à la Chambre des représentants des États-Unis. Elle gagne un siège après le recensement 1880 puis un autre après celui de 1900.
| 38e (1863-1865) |
| 39e (1865-1867) |
| 40e (1867-1869) |
| 41e (1869-1871) |
| 42e (1871-1873) |
| 43e (1873-1875) |
| 44e (1875-1877) |
| 45e (1877-1879) |
| 46e (1879-1881) |
| 47e (1881-1883) |
| 48e (1883-1885) |
| 49e (1885-1887) |
| 50e (1887-1889) |
| 51e (1889-1891) |
| 52e (1891-1893) |
| 53e (1893-1895) |
| 54e (1895-1897) |
| 55e (1897-1899) |
| 56e (1899-1901) |
| 57e (1901-1903) |
| 58e (1903-1905) |
| 59e (1905-1907) |
| 60e (1907-1909) |
| 61e (1909-1911) |
| 62e (1911-1913) |

### De 1913 à 1963
De 1913 à 1963, la Virginie-Occidentale élit six représentants du Congrès fédéral.
| 63e (1913-1915) |
| 64e (1915-1917) |
| 65e (1917-1919) |
| 66e (1919-1921) |
| 67e (1921-1923) |
| 68e (1923-1925) |
| 69e (1925-1927) |
| 70e (1927-1929) |
| 71e (1929-1931) |
| 72e (1931-1933) |
| 73e (1933-1935) |
| 74e (1935-1937) |
| 75e (1937-1939) |
| 76e (1939-1941) |
| 77e (1941-1943) |
| 78e (1943-1945) |
| 79e (1945-1947) |
| 80e (1947-1949) |
| 81e (1949-1951) |
| 82e (1951-1953) |
| 83e (1953-1955) |
| 84e (1955-1957) |
| 85e (1957-1959) |
| 86e (1959-1961) |
| 87e (1961-1963) |

### Depuis 1963
Depuis les années 1960, l'évolution de la population de l'État lui fait progressivement perdre trois sièges de représentant.
| Congrès          | 1er district                | 2e district                     | 3e district                 | 4e district          | 5e district            |
| ---------------- | --------------------------- | ------------------------------- | --------------------------- | -------------------- | ---------------------- |
| 88e (1963-1965)  | Arch A. Moore Jr. (en) (R)  | Harley O. Staggers (en) (D)     | John M. Slack Jr. (en) (D)  | Ken Hechler (en) (D) | Elizabeth Kee (en) (D) |
| 89e (1965-1967)  | Arch A. Moore Jr. (en) (R)  | Harley O. Staggers (en) (D)     | John M. Slack Jr. (en) (D)  | Ken Hechler (en) (D) | James Kee (en) (D)     |
| 90e (1967-1969)  | Arch A. Moore Jr. (en) (R)  | Harley O. Staggers (en) (D)     | John M. Slack Jr. (en) (D)  | Ken Hechler (en) (D) | James Kee (en) (D)     |
| 91e (1969-1971)  | Robert H. Mollohan (en) (D) | Harley O. Staggers (en) (D)     | John M. Slack Jr. (en) (D)  | Ken Hechler (en) (D) | James Kee (en) (D)     |
| 92e (1971-1973)  | Robert H. Mollohan (en) (D) | Harley O. Staggers (en) (D)     | John M. Slack Jr. (en) (D)  | Ken Hechler (en) (D) | James Kee (en) (D)     |
| 93e (1973-1975)  | Robert H. Mollohan (en) (D) | Harley O. Staggers (en) (D)     | John M. Slack Jr. (en) (D)  | Ken Hechler (en) (D) |                        |
| 94e (1975-1977)  | Robert H. Mollohan (en) (D) | Harley O. Staggers (en) (D)     | John M. Slack Jr. (en) (D)  | Ken Hechler (en) (D) |                        |
| 95e (1977-1979)  | Robert H. Mollohan (en) (D) | Harley O. Staggers (en) (D)     | John M. Slack Jr. (en) (D)  | Nick Rahall (D)      |                        |
| 96e (1979-1980)  | Robert H. Mollohan (en) (D) | Harley O. Staggers (en) (D)     | John M. Slack Jr. (en) (D)  | Nick Rahall (D)      |                        |
| 96e (1980-1981)  | Robert H. Mollohan (en) (D) | Harley O. Staggers (en) (D)     | John G. Hutchinson (en) (D) | Nick Rahall (D)      |                        |
| 97e (1981-1983)  | Robert H. Mollohan (en) (D) | Cleve Benedict (en) (R)         | Mick Staton (en) (R)        | Nick Rahall (D)      |                        |
| 98e (1983-1985)  | Alan Mollohan (en) (D)      | Harley O. Staggers Jr. (en) (D) | Bob Wise (D)                | Nick Rahall (D)      |                        |
| 99e (1985-1987)  | Alan Mollohan (en) (D)      | Harley O. Staggers Jr. (en) (D) | Bob Wise (D)                | Nick Rahall (D)      |                        |
| 100e (1987-1989) | Alan Mollohan (en) (D)      | Harley O. Staggers Jr. (en) (D) | Bob Wise (D)                | Nick Rahall (D)      |                        |
| 101e (1989-1991) | Alan Mollohan (en) (D)      | Harley O. Staggers Jr. (en) (D) | Bob Wise (D)                | Nick Rahall (D)      |                        |
| 102e (1991-1993) | Alan Mollohan (en) (D)      | Harley O. Staggers Jr. (en) (D) | Bob Wise (D)                | Nick Rahall (D)      |                        |
| 103e (1993-1995) | Alan Mollohan (en) (D)      | Bob Wise (D)                    | Nick Rahall (D)             |                      |                        |
| 104e (1995-1997) | Alan Mollohan (en) (D)      | Bob Wise (D)                    | Nick Rahall (D)             |                      |                        |
| 105e (1997-1999) | Alan Mollohan (en) (D)      | Bob Wise (D)                    | Nick Rahall (D)             |                      |                        |
| 106e (1999-2001) | Alan Mollohan (en) (D)      | Bob Wise (D)                    | Nick Rahall (D)             |                      |                        |
| 107e (2001-2003) | Alan Mollohan (en) (D)      | Shelley Moore Capito (R)        | Nick Rahall (D)             |                      |                        |
| 108e (2003-2005) | Alan Mollohan (en) (D)      | Shelley Moore Capito (R)        | Nick Rahall (D)             |                      |                        |
| 109e (2005-2007) | Alan Mollohan (en) (D)      | Shelley Moore Capito (R)        | Nick Rahall (D)             |                      |                        |
| 110e (2007-2009) | Alan Mollohan (en) (D)      | Shelley Moore Capito (R)        | Nick Rahall (D)             |                      |                        |
| 111e (2009-2011) | Alan Mollohan (en) (D)      | Shelley Moore Capito (R)        | Nick Rahall (D)             |                      |                        |
| 112e (2011-2013) | David McKinley (R)          | Shelley Moore Capito (R)        | Nick Rahall (D)             |                      |                        |
| 113e (2013-2015) | David McKinley (R)          | Shelley Moore Capito (R)        | Nick Rahall (D)             |                      |                        |
| 114e (2015-2017) | David McKinley (R)          | Alex Mooney (R)                 | Evan Jenkins (R)            |                      |                        |
| 115e (2017-2019) | David McKinley (R)          | Alex Mooney (R)                 | Evan Jenkins (R)            |                      |                        |
| 116e (2019-2021) | David McKinley (R)          | Alex Mooney (R)                 | Carol Miller (R)            |                      |                        |
| 117e (2021-2023) | David McKinley (R)          | Alex Mooney (R)                 | Carol Miller (R)            |                      |                        |
| 118e (2023-2025) | Carol Miller (R)            | Alex Mooney (R)                 |                             |                      |                        |
| 119e (2025-2027) | Carol Miller (R)            | Riley Moore (R)                 |                             |                      |                        |

## Premières
- Elizabeth Kee est la première femme de l'État à être élue au Congrès en 1951.
- Alex Mooney, dont la mère est cubano-américaine, est le premier Latino-Américain de l'État à être élu au Congrès en 2015.